# Kaonguin
Ne doit pas être confondu avec Kaonguin-Sanrgo.
Kaonguin est une localité située dans le département de Pibaoré de la province du Sanmatenga dans la région Centre-Nord au Burkina Faso.

## Géographie
Kaonguin se situe à environ 10 km au nord de Niangré-Tansoba et de Pibaoré, le chef-lieu du département, et de la route nationale 15 reliant Boulsa à Kaya.
Le village est administrativement rattaché à celui de Kaonguin-Sanrgo.

## Éducation et santé
Le centre de soins le plus proche de Kaonguin est le centre de santé et de promotion sociale (CSPS) de Kaonguin-Sanrgo tandis que le centre hospitalier régional (CHR) se trouve à Kaya.
L'école primaire publique est également à Kaonguin-Sanrgo.